# 上海赛车场站
上海赛车场站位于中國上海嘉定区嘉定新城北部城区近上海國際賽車場伊宁路北、赛车场南景观喷泉中央，为上海轨道交通十一号线一期的车站，车站采取敞开式设计，位于下沉式广场的中央，于2010年3月29日启用。
本站为上海市已知规划中唯一的切土式轨交车站，车站外的乘客能看到站台及进站列车。
2009年7月，11号线上海赛车场车辆段率先启用。
2022年4月1日，为配合新型冠状病毒疫情防控，车站暂停服务，直至12月12日恢复。

## 车站结构
本站的站厅位于地面层，站台位于地下一层。
| 地面层   | 站厅及出入口       | 1-8出入口、票务服务、自动售票机、人工服务台 |                    |                    |
| 地下一层 | 侧式站台，右侧开门 | 侧式站台，右侧开门                          | 侧式站台，右侧开门 | 侧式站台，右侧开门 |
|          |                    | █ 11号线 往花桥（昌吉东路）                 |                    |                    |
|          |                    | █ 11号线 往迪士尼（嘉定新城）               |                    |                    |
|          | 侧式站台，右侧开门 |                                             |                    |                    |

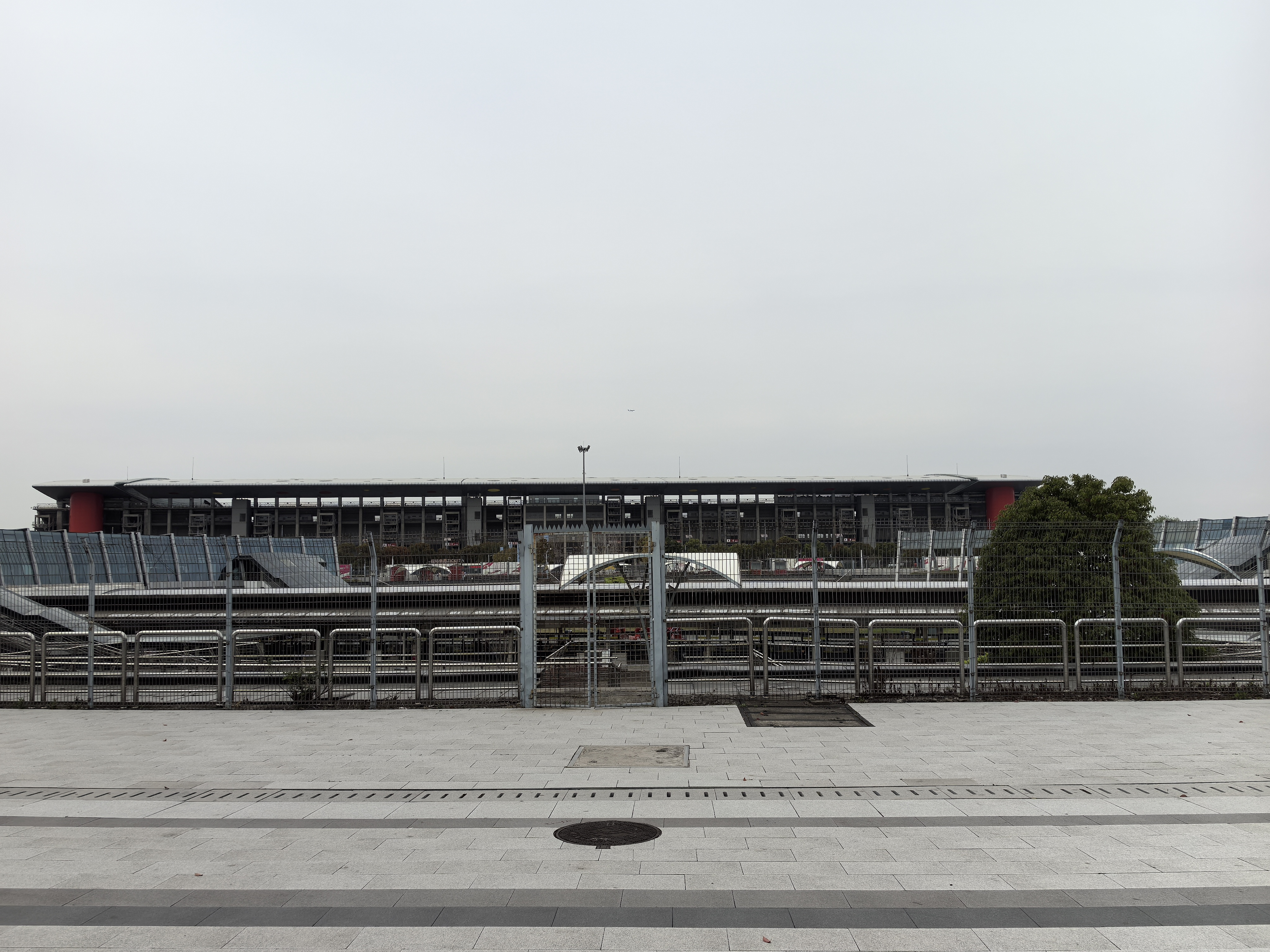
车站外观
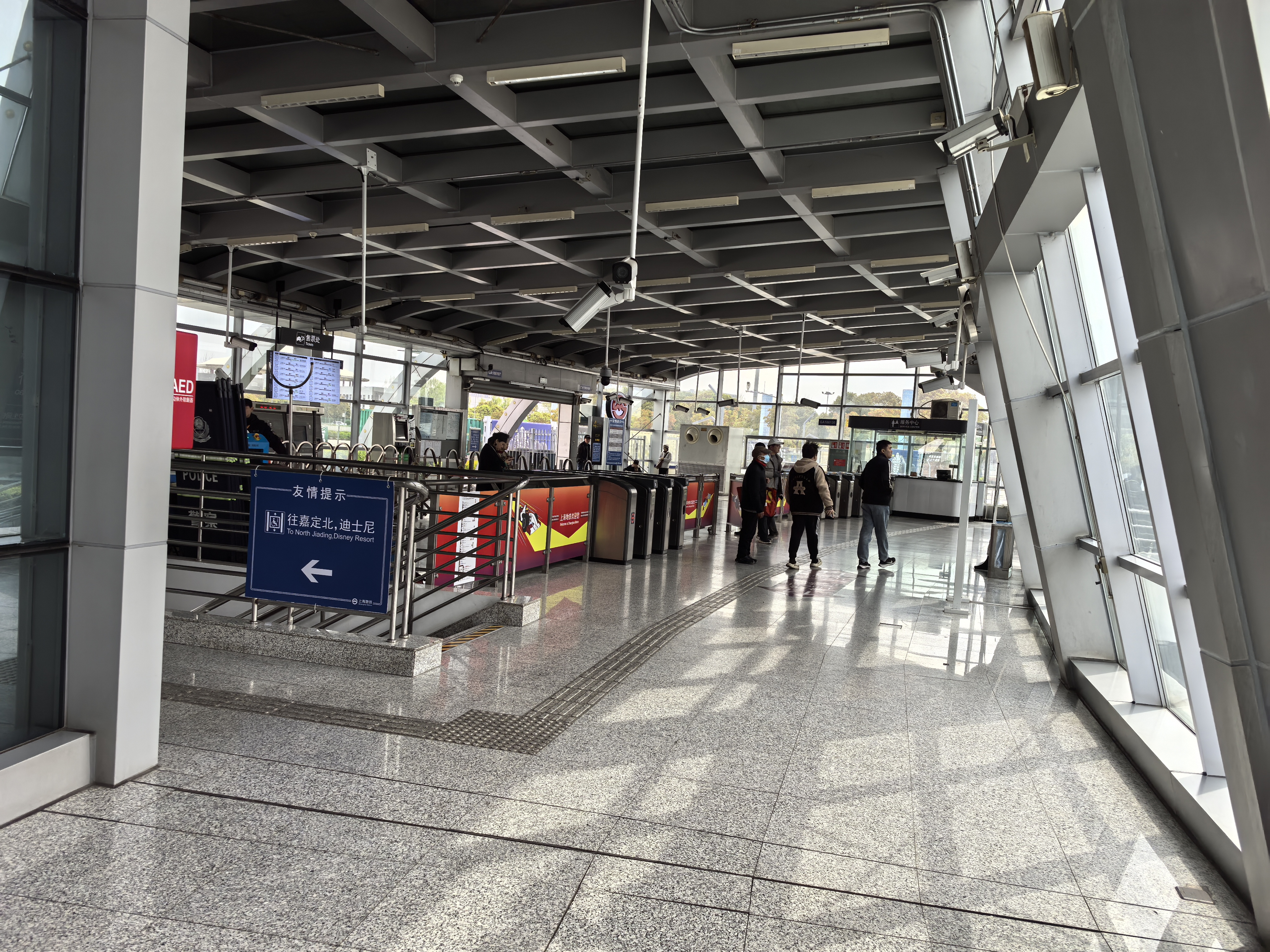
东站厅

## 车站出口
上海赛车场站设有8个出入口，其中位于站台北侧的1、2、7、8号出入口常态关闭，仅在清明节和F1赛事期间开放。
|                     |          |      |
| 出口编号            | 出口指示 | 照片 |
| 连通东站厅          |          |      |
| 1 · 出口            | 内环南路 |      |
| 2 · 出口            | 环南三路 |      |
| 3 · 出口 · （设有） | 环南三路 |      |
| 4 · 出口            | 伊宁路   |      |
| 连通西站厅          |          |      |
| 5 · 出口            | 伊宁路   |      |
| 6 · 出口 · （设有） | 环南二路 |      |
| 7 · 出口            | 环南二路 |      |
| 8 · 出口            | 内环南路 |      |
| 图例： 设有         |          |      |

## 公交换乘
| 上海赛车场 | 上海赛车场     | 上海赛车场 | 上海赛车场   | 上海赛车场 |
| 编号       | 路线           | 路线       | 路线         | 备注       |
| ---------- | -------------- | ---------- | ------------ | ---------- |
| 嘉定53路   | 公交嘉定新城站 | ⇆          | 外冈车站     |            |
| 嘉定70路   | 公交嘉定新城站 | ⇆          | 园工路于塘路 |            |
| 嘉定102路  | 公交安亭站     | ⇆          | 上海赛车场   | 原安亭1路  |
| 嘉定123路  | 黄渡汽车站     | ⇆          | 上海赛车场   | 原安亭8路  |